# Reinhold Kohl
David Kohl, tidigare von Kohlen, född i Stockholm, död 1642 i Zweibrücken, var en svensk militär.

## Biografi
Reinhold Kohl föddes i Stockholm. Han var son till myntmästaren David von Kohlen och Maria Rijk i Söderköping. Kohl blev 1624 kanslist och 1635 fältsekreterare vid Svenska armén i Tyskland, konfirmerad fullmakt 11 september 1641. Han adlades 11 september 1641 till Kohl, då han uppvisade sin farfaderns adelsbrev för drottningen och introducerades 1642 i Sveriges Riddarhus som nummer 295. Kohl avled 1642 vid Svenska armén i Zweibrücken.

### Egendom
Kohl ägde Huseby.